# ISO 3166-2:GH

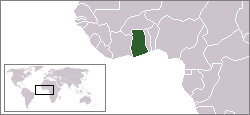
کد ISO 3166-2:GH بخشی از استاندارد ایزو ۳۱۶۶ در کشور غنا

کد ISO 3166-2:GH بخشی از استاندارد ایزو ۳۱۶۶ برای کشور غنا است که توسط سازمان بین‌المللی استانداردسازی ISO تنظیم شده‌است این سازمان، کدهای استاندارد را برای تقسیمات کشوری (ایالتها یا استانهای) کشورهای فهرست شده در استاندارد ایزو ۳۱۶۶-۱ تعریف می‌کند.
هر کد شامل دو بخش می‌گردد که توسط علامت - جدا می‌گردند.
- بخش نخست GH که در ایزو ۳۱۶۶-۱ آلفا-۲ کد کشور غنا است.
- بخش دوم شامل یک یا دو یا سه حرف است که بیان‌کننده استان یا ایالت کشور غنا می‌باشد.

## کدها
| کدها  | استان             |
| ----- | ----------------- |
| GH-AH | منطقه آشانتی      |
| GH-BA | استان برونگ-آهافو |
| GH-CP | منطقه مرکزی (غنا) |
| GH-EP | منطقه شرقی (غنا)  |
| GH-AA | منطقه آکرای بزرگ  |
| GH-NP | منطقه شمالی (غنا) |
| GH-UE | منطقه شرق علیا    |
| GH-UW | منطقه غرب علیا    |
| GH-TV | منطقه ولتا        |
| GH-WP | منطقه غربی (غنا)  |